# 村田弘司
村田 弘司（むらた ひろし、1953年4月5日 - ）は、日本の政治家。元山口県美祢市長（新制、2期）。

## 経歴
山口県於福村（現・美祢市於福町）出身。美祢市立於福小学校、美祢市立於福中学校、山口県立大嶺高等学校卒業。1977年（昭和52年）3月、明治大学農学部卒業。大学在学中はSF同好会に所属し、短編科学小説を書いていた。同年4月、美祢市役所に入庁。
2006年（平成18年）4月、美祢市・美東町・秋芳町合併協議会事務局長に就任。
2008年（平成20年）3月21日、旧美祢市は美東町および秋芳町と新設合併し、新市制による美祢市となった。これに伴って4月27日に行われた美祢市長選挙で初当選。市長選挙では小竹伸夫・旧市長が企画課長などの手腕を買って後継指名し、有力市議らがバックアップして選挙戦を有利に戦った。2012年（平成24年）、元市議の河村淳を破り再選。
2016年（平成28年）、3期を目指すも前市議の西岡晃に敗れ落選。
2018年（平成30年）11月、西岡晃市長が台湾に視察中、市議2名とともに風俗店を訪れた。またその後、現地の女性とホテルのエレベーターに乗り込むのを目撃される。西岡は12月20日に辞職を表明(同月31日付で辞職)。12月27日、村田は西岡の辞職に伴う市長選に出馬する意向を表明した。
2019年2月10日に投開票された出直し美祢市長選に出馬するも西岡に敗れ落選。